# SMR Durostor
SMR Durostor a fost o navă construită în anul 1911 în Danemarca la comanda Serviciului Maritim Român. Era un cargou transformat, în cel de-al Doilea Război Mondial, în puitor de mine pentru a servi în Marina Română.
- deplasament: 1410 t
- viteză: 8,5 Nd
- dimensiuni: 217 m X 34 m
- pescaj: 21,4 m

## Istorie
În 1916, după intrarea României în primul război mondial, SMR Durostor a fost pus, împreună cu alte nave, la dispoziția marinei imperiale rusești, după cucerirea Dobrogei de către Bulgari și Germani, sub comanda generalului Von Mackensen. Nava și-a păstrat echipajul civil român, întorcându-se la Constanța în martie 1918, după prăbușirea Imperiului Rus, ocuparea Rusiei meridionale de către Germani și pacea de la Buftea cu Puterile Centrale.
După primul război mondial a continuat cursele pe mările lumii, până la declanșarea celui de-al Doilea Război Mondial. În Septembrie 1939 a făcut parte dintre navele care au evacuat spre Alexandria trupe, dar și guvernul și tezaurul național al Poloniei, invadată de trupele germane și sovietice. În 1940 și 1941 a participat la evacuarea spre Haifa a unor grupuri de civili evrei din România, înscriși de societatea « Aliyah » de la București, condusă de Eugen Maissner și Samuel Leibovici. 
În vara 1941, când România a intrat în război, SMR Durostor a fost rechiziționat și transformat în puitor de mine auxiliar, participând la mai multe misiuni în largul porturilor sovietice. 
Pe data de 25 aprilie 1944 convoiul alcătuit din navele SMR Durostor, Helga, pontoanele de transport armat PTA 404 și PTA 406, escortate de canoniera NMS Ghiculescu, vânătorul de submarine UJ 115, 3 MFP-uri (ponton de transport armat), un R-boot (navă de siguranță) și un KFK (vânător de submarine ușor), a plecat din Constanța pentru a participa la „operațiunea 60 000” de evacuare a soldaților români și germani din Crimeea. 
Pe 27 aprilie, în ultima zi din prima fază a evacuării Crimeii, Durostor face parte din ultimele două convoaie plecate cu soldați către România, alcătuite din Helga și KT 18, escortate de NMS Ghiculescu, UJ 115, un R-boot și două KFK-uri și din 17 MFP-uri, PTA 404 și PTA 406.
La 10 mai Durostor face parte din convoiul „Bradul 3” împreună cu Lola și UJ 106 și escortat de NMS Regina Maria, a ajuns în apropierea Sevastopolului la 0:35. 
Pe data de 11 mai 1944, SMR Durostor a fost surprins de aviația sovietică la 75 Mm vest de portul Cherson și grav avariat de două bombe. A fost torpilat în aceeași zi de submarinul sovietic A5, dar cei de la bord au avut timp să fie salvați de cele trei R-boot-uri care însoțeau nava. Au murit de hipotermie și epuizare trei persoane în Spitalul militar din Constanța.